# Shin Megami Tensei: Persona 4
 (mars 2017).
Si vous disposez d'ouvrages ou d'articles de référence ou si vous connaissez des sites web de qualité traitant du thème abordé ici, merci de compléter l'article en donnant les références utiles à sa vérifiabilité et en les liant à la section « Notes et références ».
Pour le jeu vidéo de combat, voir Persona 4: Arena.
Pour le remake annoncé en juin 2025, voir Persona 4 Revival.
Shin Megami Tensei: Persona 4 (ペルソナ4, Perusona 4) est un jeu de rôle développé et édité par Atlus (publié en France par Square Enix Europe, en Australie par Ubisoft et au Japon comme en Amérique du Nord par Atlus). C'est le sixième jeu de la série Persona. Le jeu est sorti au Japon en premier le 10 juillet 2008, puis en Corée le 31 octobre 2008, aux États-Unis le 9 décembre 2008, et enfin en Europe le 13 mars 2009.
Le jeu a été très bien accueilli par la critique, bien qu'il soit sorti sur une PlayStation 2 en fin de vie.
Un portage remasterisé et titré Persona 4 Golden est sorti sur PlayStation Vita le 14 juin 2012 au Japon, le 20 novembre 2012 en Amérique du Nord et le 22 février 2013 en Europe. Cette version apporte des graphismes retravaillés, de nouvelles cinématiques, un nouveau personnage portant le nom de Marie, deux nouveaux Liens Sociaux, deux Personae ainsi que des fonctionnalités en ligne permettant d'aider ou de demander de l'aide aux autres joueurs parcourant le même donjon.
En juin 2020, des fuites au sein de l'éditeur, relayées par plusieurs journalistes, annonçant une sortie probable du portage sur PC sont confirmées par l'ajout du jeu sur la base de données de la plateforme Steam (via SteamDB) ainsi que sur une page lié à la solution de DRM Denuvo dont le jeu serait doté. Il s'agit du portage Persona 4 Golden, annoncé pour le 13 juin 2020,. Cette sortie devait être révélé lors du PC Gaming Show 2020 et est officiellement annoncée lors de l'évènement par l'éditeur, le jeu sort donc bien le 13 juin 2020 sur PC (via Steam). Une version sur Xbox One, Xbox Series, PlayStation 4 et Nintendo Switch est sortie en janvier 2023, et, à l'instar de Persona 3, le jeu bénéficie pour la première fois de sous-titres en français,,.
En juin 2025, un remake du jeu intitulé Persona 4 Revival est annoncé sur Microsoft Windows, PlayStation 5 et Xbox Series.

## Histoire et univers
Dans Persona 4, le joueur incarne un lycéen parti vivre chez son oncle, dans la petite ville rurale d'Inaba (ville imaginaire du Japon), qui est en ce moment secouée par des événements inquiétants : un meurtre survient chaque nuit de brouillard. Les victimes sont retrouvées perchées sur les antennes de télévision de la ville. La police est totalement dépassée par ces événements.
Le joueur va peu à peu découvrir qu'il existe un monde parallèle qui se trouve de l'autre côté des écrans de télévision, et que seules quelques personnes ont le pouvoir d'y accéder.
Le héros, s'étant rendu accidentellement dans cet autre monde avec quelques amis, va rencontrer des "Ombres", des entités maléfiques qui vivent dans ce monde. C'est en les affrontant qu'il va réveiller sa Persona.
Il va ensuite découvrir que les victimes apparaissent systématiquement sur la "Chaîne de Minuit" avant leur disparition, et qu'elles sont ensuite retenues prisonnières dans le monde de la télévision. C'est donc au joueur d'aller les sauver avant que le meurtre ne soit commis.
Les personnes retenues prisonnières dans le monde parallèle font face à un "autre eux-mêmes", qui représente une face cachée de leur personnalité, souvent embarrassante pour eux. C'est quand ils acceptent que cette face cachée fait bien partie de leur personnalité que "l'autre eux-mêmes" disparait et que la personne réveille sa Persona. La seule personne utilisant un Persona à qui cela n'est pas arrivé est le héros du jeu. Le héros est également le seul capable de changer de Persona à volonté.
La plupart des victimes sauvées durant le jeu rejoignent ensuite l'équipe du héros et se battent à ses côtés contre les Ombres. Ils sont tous des lycéens.
Le but du jeu est donc d'empêcher les meurtres et de découvrir toute la vérité.

### Persona
La Persona est une entité qui reflète l'âme de son détenteur, elle est la représentation de sa personnalité. Cela fait référence à la persona (le "masque social") dont parle Carl Gustav Jung dans sa psychologie analytique.
Les Personae ont souvent une forme plus ou moins humaine, mais peuvent avoir un design très recherché.
Dans le jeu, les Personae sont très importantes au combat car elles possèdent des pouvoirs magiques, et permettent aux personnages de les utiliser.
Chaque Persona est liée à un arcane du tarot divinatoire. Seul le héros peut contrôler plusieurs Personae, d'arcanes différentes, tous les autres personnages jouables n'en ont qu'une seule.
La gestion des Personae est un élément clef du jeu, le joueur peut en créer de nouvelles en les fusionnant, et gagne des bonus d'expérience en fonction des liens sociaux qu'il a noué au cours du jeu. Les fusions de Persona se font via la Chambre de Velours.
Il est à noter que chaque Persona est issu de personnages de différentes mythologies (japonaise, grecque, celtique, nordique, hindoue, chinoise, etc.). Le jeu propose une description de chaque Persona via le Compendium accessible par la Chambre de Velours.

### Monde de la télévision
Le "monde de la télévision" (TV World) est un monde parallèle étrange situé de l'autre côté des écrans de télévision. Seuls quelques protagonistes ont le pouvoir d'y accéder. Ce monde est tapis d'un épais brouillard, et les personnages doivent porter des lunettes, qui sont à première vue totalement normales, mais qui permettent de voir à travers ce brouillard.
- Les Ombres

Les Ombres sont des créatures de l'ombre qui vivent dans le monde parallèle. Ce sont les principaux ennemis du jeu. Leur design est souvent étrange, dérangeant et parfois grotesque. Ils sont, tout comme les Personae, liés à des arcanes du tarot divinatoire.
- Les Donjons

Dans Persona 4, il y a de nombreux Donjons à explorer, qui apparaissent au fur et à mesure de la progression dans le jeu (contrairement à Persona 3 où il n'y en avait qu'un seul).
Les victimes sont enfermées dans un Donjon qui est créé en rapport avec leur problèmes psychologiques, et qui est dirigé par leur "autre eux-mêmes".
- La Chaîne de Minuit

Dès le début du jeu, à son arrivée au lycée, le héros entend des rumeurs à propos de la "Chaîne de Minuit". Il apprend que si on regarde un poste de télévision éteint, un jour pluvieux à minuit, on peut voir apparaitre son âme sœur. Le héros découvre finalement que les personnes qui apparaissent à l'écran sont les futures victimes.
On découvre encore plus tard que les personnes qui apparaissaient à l'écran étaient apparues à la télévision "normale" quelque temps auparavant. Ces personnes apparaissaient à l'écran en fonction des pensées de la population. C'est à cause de Namatame que ces personnes avaient risqué de se faire tuer (voir le chapitre "personnages").
- Chambre de Velours

La Chambre de Velours est un lieu énigmatique, dans lequel réside le mystérieux personnage de Igor. Le héros s'y retrouve la plupart du temps en rêve, mais le joueur peut choisir d'y aller de son propre gré durant le jeu. Dans la Chambre de Velours, le héros peut demander à Igor de fusionner des Personae en sa possession, afin d'en créer de plus puissantes. Igor est accompagné d'une jeune assistante du nom de Margaret. Elle tient le "Persona Compendium", où se trouvent les informations sur les Personae que le héros a possédés. La Chambre de Velours est un élément récurrent de la série Persona. Dans Persona 4, elle a la forme d'une limousine, qui n'arrive à destination qu'à la fin du jeu.

## Système de jeu
Le système de jeu de Persona 4 est quasiment identique à celui de Persona 3.
Le jeu de rôle mêle simulation de vie et combat contre les Ombres dans le monde de la télévision. Il y a donc deux phases de jeux.

### Vie lycéenne
Persona 4 est un jeu basé sur la gestion du temps, le joueur vit une année scolaire entière à suivre comme tout autre étudiant. Il est très important de bien gérer ses activités, pour sauver les personnes prisonnières de l'autre monde avant qu'elles ne soient tuées.
Les journées sont découpées en plusieurs périodes qui sont souvent passées, durant lesquelles on ne "joue" pas vraiment, mais où on dialogue avec des camarades, on répond à la question d'un professeur... Les périodes sont les suivantes :
- Early morning (tôt le matin) : période très courte où le joueur se voit rappeler les événements particuliers à venir dans la journée ou les jours à venir.
- Morning (matin) : période où le joueur suit un cours du matin.
- Lunchtime (pause de midi) : période où le protagoniste est interpellé dans le lycée par des camarades avec qui il a créé des Liens Sociaux. Ils lui proposent de passer un moment avec lui plus tard. Si le joueur a cuisiné quelque chose la veille, cette période est celle où il peut partager son repas avec un camarade.
- Afternoon (après-midi) : période où le joueur suit un cours de l'après-midi.
- After school (après l'école) : période importante où le protagoniste peut se promener en ville, faire des achats, sortir avec des amis..., ou choisir d'aller explorer le monde de la télévision.
- Evening (soir)  : période qui commence lorsque le protagoniste retourne chez lui. Il peut dialoguer avec les personnes présentes, étudier, travailler ou lire puis aller dormir. Le seul moyen de sortir le soir est d'effectuer certains petits boulots ou d'aller pêcher au bord de la rivière. C'est également le soir avant de se coucher que le protagoniste peut regarder la Chaîne de Minuit, scènes nécessaires à la progression de l'histoire.
- Daytime (journée) : équivalent de la période "after school" lors des dimanches et jours de congés.

Dans Persona 4, le joueur a la possibilité de créer des Liens Sociaux avec des personnages non jouables et tous les personnages jouables. Vous découvrez ainsi leur histoire, le but étant de s'en faire des amis. Chaque Lien Social, tout comme les Personae, est lié à une arcane du tarot divinatoire.
Les Liens Sociaux permettent au héros de devenir plus fort en débloquant des Personae et en augmentant leur expérience. Quand le joueur crée une Persona via la fusion dans la Chambre de Velours, celle-ci gagnera un grand bonus d'expérience si elle est du même Arcane qu'un des Liens Sociaux du héros.
Persona 4 présente également des nouveautés au niveau des Liens Sociaux : quand le héros est proche d'un des combattants du groupe, ce dernier pourra lui prouver son amitié durant les combats, par exemple en lui évitant un coup fatal.
Contrairement à Persona 3, les Personae des autres membres du groupe n'évolueront pas au cours du scénario, mais accéderont à une nouvelle forme quand le héros aura atteint le rang Maximal du Lien social correspondant
Le héros possède également des statistiques n'ayant pas de rapport avec les combats (Connaissances, Courage...). Ces statistiques peuvent être augmentées de différentes manières, et permettent différentes choses comme la découverte de nouveaux Liens Sociaux ou plus de choix de dialogues.

### Donjons
Les combats de Persona 4 ont lieu dans les Donjons du monde de la télévision. L'exploration est un peu moins poussée que dans Persona 3. Il faut aller le plus loin possible dans le Donjon, pour atteindre finalement le lieu où la victime est prisonnière, et combattre le Boss (qui est la transformation en Ombre de la victime.)
Le héros ne peut emporter que 3 alliés avec lui, il faut donc choisir en fonction des forces et des faiblesses de chacun.

### Système de combat
Le système de combat est le même que celui de Persona 3, avec plusieurs nouveautés.
Il est maintenant possible de diriger directement les personnages de l'équipe. Le joueur peut invoquer des Personae pour utiliser leurs capacités. C'est d'ailleurs le seul personnage du jeu à pouvoir changer de Persona en temps réel (changement limité à un changement par tour pendant les combats).
La meilleure façon de gagner les combats est de trouver les points faibles des adversaires. Lorsqu'un ennemi ou un héros est touché par un élément (feu, glace, vent, foudre...) qui se trouve être son point faible, il tombe à terre et passe un tour de jeu. Si tous les ennemis sont à terre, le joueur peut choisir de lancer un "Assaut général" (attaque de groupe) et attaquer tous les ennemis en même temps.
Après un combat, le joueur aura parfois le droit à un "Tirage de carte", où il pourra tirer une carte au hasard, et gagner une nouvelle Persona, ou au contraire avoir une pénalité.

## Personnages

### Équipe d'investigation
Le protagoniste et ses amis forment une équipe qu'ils appellent "Investigation Team". Leur but est de sauver les personnes prisonnière de l'autre monde et d'enquêter sur la vérité. Les membres de cette équipe sont tous des lycéens, ou presque.
Les Personae de Persona 4 sont inspirées de la mythologie Japonaise.
- Le protagoniste

Persona : Izanagi de l'arcane du Mat (Fool), puis n'importe quel persona existant et enfin Izanagi-no-Okami de l'arcane du Monde (World) à la fin du jeu
Le protagoniste n'a pas de nom prédéfini, le joueur doit entrer son nom et son prénom (il s'appelle Souji Seta dans le manga de Persona 4 et Yu Narukami dans Persona 4 The Animation). Il part vivre chez son oncle à Inaba car ses parents ont été mutés à l'étranger. Il est le premier à découvrir l'existence du monde de la télévision, et il est également le premier à invoquer sa Persona. Il est un "héros muet", c'est-à-dire qu'à chacune de ses interventions, c'est au joueur de faire un choix en choisissant parmi plusieurs réponses proposées. Il n'a pas de personnalité prédéfinie, bien que l'on puisse le voir comme quelqu'un étant beaucoup apprécié par ses amis (et surtout auprès des filles). Le reste de sa personnalité est créé selon les choix du joueur.
- Teddie

Persona : Kintoki Douji puis Kamui de l'arcane de l'Étoile (Star)
Teddie (Kuma dans la version japonaise) est un être étrange, ressemblant à un ours, ou encore à une mascotte telle qu'on peut en voir dans les parcs d'attraction. Il vivait dans le monde de la télévision, sans savoir qui il était, jusqu'à l'arrivée du héros. Il va alors l'aider à arrêter les meurtres, est tout d'abord un personnage de support, et devient un personnage jouable quand il réveille sa Persona. C'est lui qui fabrique les lunettes spéciales que doivent porter les personnages. Vers la moitié du jeu, il sort du monde de la télévision, et on découvre qu'il possède une apparence humaine. C'est un des personnages clefs du jeu, au même titre qu'Aigis dans Persona 3 ou Morgana dans Persona 5.
- Yosuke Hanamura

Persona : Jiraiya puis Susano-o de l'arcane du Bateleur (Magician)
Yosuke est le meilleur ami du héros. Il est le fils du gérant du centre commercial "Junes" d'Inaba. C'est la première personne du groupe à faire face à son "autre lui-même", et à invoquer sa Persona.
Il aime occuper le premier plan et jouer les héros, mais il est très apprécié par tout le monde.
Il est le second "leader" du groupe, et c'est lui qui, le plus souvent, crée des théories solides sur les meurtres.
- Chie Satonaka

Persona : Tomoe puis Suzuka Gongen de l'arcane du Chariot
Chie est une jeune fille énergique et passionnée de films de Kung-fu. C'est la première personne qui s'adresse au héros lors de son arrivée au Lycée, et qui lui parle de la "Chaîne de Minuit". Elle est également une des premières personnes à entrer dans le monde de la télévision, avec le héros et Yosuke.
- Yukiko Amagi

Persona : Konohana Sakuya puis Amaterasu de l'arcane de la Papesse (Priestess)
Yukiko Amagi est une jeune fille élégante, elle est la fille du gérant de l'auberge Amagi (Amagi Inn) d'Inaba. Elle est la meilleure amie de Chie Satonaka. C'est la première personne enfermée dans un Donjon que le joueur doit aller sauver. Elle a parfois des crises de fou-rire spectaculaires, qui contrastent complètement avec sa personnalité habituelle.
- Kanji Tatsumi

Persona : Takemikazuchi et Rokuten-Maō de l'arcane de l'Empereur (Emperor)
Kanji est un lycéen de première année, considéré comme un délinquant notoire. Il parait très agressif lors de ses premières apparitions, mais après avoir été sauvé et après le réveil de sa Persona, il s'intègre plutôt bien au groupe et devient une personne sur qui on peut compter.
- Rise Kujikawa

Persona : Himiko puis Kanzeon de l'arcane de l'Amoureux (Lovers)
Rise Kujikawa est une jeune Star de l'univers de Persona 4. Elle va abandonner ses activités après le réveil de sa Persona, et se consacrer à l'enquête. Elle ne se bat pas directement contre les Ombres, mais sa Persona possède des pouvoirs qui lui permettent, par exemple, de trouver les points faibles des ennemis.
- Naoto Shirogane

Persona : Sukuna Hikona puis Yamato Takeru de l'arcane de La Roue de Fortune (Fortune)
Naoto est connu à Inaba comme le "prince détective", c'est une jeune personne travaillant dans la police, et avec un sens de déduction étonnant pour son âge. On découvre, après l'avoir sauvée du monde de la télévision, que Naoto est en fait une femme. Elle se faisait passer pour un homme, le domaine de la police étant grandement dominé par les hommes.

### Autres personnages
- Igor

Igor est un personnage énigmatique résidant dans la Chambre de Velours. C'est le personnage récurrent de la série Persona. Il maîtrise l'art de la fusion de Persona. Il est accompagné d'une jeune assistante nommée Margaret (il est possible de créer un Lien Social avec elle). Igor tient une place importante dans le scénario du jeu.
- Ryotaro Dojima

Dojima est l'oncle du protagoniste. C'est chez lui que le protagoniste va vivre. C'est un détective qui est au moment de l'intrigue, débordé par l'enquête sur les meurtres en série. Il n'est pas souvent chez lui, ce qui cause le malheur de sa fille. Plusieurs fois au cours du jeu, il a des doutes sur les agissements du héros et de ses amis.
Il est possible de créer un "Social Link" avec lui.
- Nanako Dojima

Nanako est la jeune cousine du héros, la fille de Ryotaro Dojima. Elle s'attache beaucoup au héros, au point de l'appeler Big bro (grand frère) et d'attendre son retour avec impatience tous les jours. Elle est malheureuse car elle a perdu sa mère, et que son père est souvent absent. À un moment du jeu, elle est entraînée dans le monde de la télévision, mais ne rencontre pas sa "face cachée", certainement grâce à la pureté de son âme d'enfant. Il est possible de créer un Lien Social avec elle.
- Margaret

Margaret est l'assistante d'Igor, très loyale envers son maître c'est une élégante jeune femme qui vit dans la Chambre de Velours. Elle est la grande sœur de Théodore, Elisabeth, et de Lavenza.  Elle possède l'arcane de l'impératrice.
- Premières victimes

Les 2 premières victimes de la série de meurtres sont Mayumi Yamano, une journaliste de télé, et Saki Konishi, une lycéenne de troisième année à laquelle Yosuke s'était beaucoup attaché. Les héros ne peuvent pas sauver ces deux personnes, car lors de leur mort, ils n'étaient pas encore conscients de la situation.

### Ennemis
- Mitsuo Kubo

Mitsuo est un lycéen responsable du meurtre du professeur principal du héros. C'est la première personne à être suspectée par l'équipe d'investigation. Il sera aussi confronté à sa "face cachée", mais ne réveillera pas sa Persona et ne rejoindra pas le groupe.
- Tohru Adachi

Persona : Magatsu-Izanagi
Adachi est un jeune détective, le partenaire de Dojima. Il est présent tout au long du jeu, mais ne semble pas avoir de lien direct avec le scénario. On découvre cependant qu'il est le responsable des deux premiers meurtres, et que c'est à cause de lui qu'on eu lieu toutes les autres tentatives de meurtres. Ses actions étaient partiellement influencées par Ameno-sagiri, un des ennemis principaux du jeu.
- Taro Namatame

Namatame est la personne responsable de tous les enlèvements après les deux premiers meurtres. Il croyait qu'emmener les personnes qu'il voyait sur la Chaîne de Minuit dans le monde de la télévision les empêcherait de se faire tuer, alors que c'était tout le contraire. C'était Adachi qui l'avait trompé et qui lui avait fait croire cela.
Le héros combat l'Ombre de Namatame au moment où celui-ci enlève Nanako Dojima.
Il est le présumé boss final du jeu, si le joueur obtient la "mauvaise fin" du jeu ; le joueur ne connait alors pas la vérité et pense que Namatame est vraiment le tueur.
- Ameno-sagiri

Ameno-sagiri est le boss final présumé du jeu, si le joueur ne va pas jusqu'à la "vraie fin". Il est le responsable de l'épais brouillard qui s'installe sur la ville à la fin du jeu. Il a la forme d'une sorte d'œil géant. Il apprend aux héros qu'il a été créé pour réaliser le véritable désir des humains, et que, à cause de ce brouillard, tous les humains seront transformés en Ombres d'ici la fin de l'année. Heureusement, les héros empêchent cela en détruisant Ameno-Sagiri.
- Izanami

La déesse Izanami est le véritable boss final du jeu. C'est elle qui a créé Ameno-sagiri, et c'est à cause d'elle que tout a commencé, car elle a donné au protagoniste, à Adachi et à Namatame le pouvoir d'accéder à l'autre monde. Lors du combat contre elle, alors que tout semble perdu, le protagoniste utilise le pouvoir de ses Liens Sociaux pour invoquer Izanagi-no-Okami et détruire Izanami.

## Design du jeu
- Si vous ne connaissez pas le sujet, laissez ce bandeau (vous pouvez alors contacter les auteurs).
- Si vous supprimez le contenu mis en cause (vous pouvez préalablement contacter les auteurs),

argumentez précisément cette suppression dans la page de discussion
(un manque de référence n'est pas un argument ; une recherche réelle de référence doit avoir été effectuée, être formellement documentée).

### Graphismes et ambiance
Les graphismes de Persona 4 ont un style "manga" réalisé par le character designer Shigenori Soejima (Persona 3, Soul Hackers). Les graphismes, bien que le jeu soit sur PS2, sont plutôt jolis et agréables à regarder. Le jeu est rythmé par plusieurs séquences en dessin animé, assez bien réalisées (elles sont, moins nombreuses que dans Persona 3). Les Personae ont un design souvent très recherché, et les Ombres un aspect étrange, dérangeant et parfois presque grotesque.
Les musiques sont souvent de style J-pop, ce qui n'est pas courant dans les jeux vidéo, mais qui colle bien à l'ambiance du jeu.
L'ambiance générale du jeu est bien moins sombre que celle de Persona 3, mais le jeu aborde des thèmes aussi matures que son prédécesseur, tel que : l'acceptation de soi avec Kanji Tatsumi, la recherche de soi et de son avenir avec Yukiko Amagi, la monoparentalité et la mort d'une mère/femme avec Ryotaro et Nanako Dojima, la vie en tant qu'idol avec Rise Kujikawa, ...

### Sources d'inspiration
Le scénario et l'univers du jeu s'inspirent de la psychologie en général, mais plus particulièrement de la psychologie analytique car ils exploitent de nombreux thèmes psychologiques, comme la persona ou encore l'Inconscient collectif. L'histoire du jeu rappelle également celle de Diamond Is Unbreakable (la quatrième partie de JoJo's Bizarre Adventure).
Le scénario de Persona 3 était centré sur le thème de la mort, tandis que celui de Persona 4 est centré sur la vérité, et sur l'acceptation de soi-même.
Persona 3 s'inspirait de la mythologie Grecque, tandis que Persona 4 s'inspire de la Mythologie japonaise notamment avec le nom des Personae (Izanagi, Jiraiya, Amaterasu, Himiko...)
Le monde parallèle reprend des éléments et des ambiances que l'on trouve souvent à la télévision. Un des Donjons fait même la parodie d'un RPG "Old School" comme on en trouvait dans les années 1980.
L'univers s'inspire aussi des cartes de Tarot utilisées dans la divination, pour classer les Personae, les Ombres et les Liens Sociaux en catégories.
Shigenori Soejima dit également s'être inspiré de Doraemon pour le design de Teddie.

## Adaptation
Le jeu a connu plusieurs adaptations en animés
- La série d'animation Persona 4 The Animation produit par Aniplex en 2011. Cet animé reprend les événements du jeu original en 25 épisodes.
- La série d'animation Persona 4 The Golden Animation produit par Aniplex en 2014. Elle reprend les événements du jeu Persona 4 The Golden, se focalisant principalement sur le nouveau personnage Marie.

## Accueil
Persona 4 a reçu un excellent accueil de la presse spécialisée.